# Mattias Ritola
Mattias Ritola, född 14 mars 1987 i Borlänge, är en före detta svensk ishockeyspelare som spelar för Leksands IF. Ritola draftades år 2005 som nummer 103 i NHL-draften och debuterade i NHL den 15 mars 2008 med Detroit Red Wings mot Nashville Predators. Har även spelat i NHL med Tampa Bay Lightning, samt SHL i Modo Hockey.